# Капшук, Виктор Дмитриевич
Виктор Дмитриевич Капшук (род. 15 июля 1965) — 
советский и украинский военнослужащий пограничных войск. Герой Советского Союза. Участник Афганской войны.

## Биография и военная служба
Родился 15 июля 1965 года в селе Карапыши, Мироновского района, Киевской области, Украинской ССР в семье колхозника. Украинец. Окончил среднюю школу. Работал слесарем на авторемонтном заводе в городе Мироновка.
В октябре 1983 года призван в пограничные войска. Окончил окружную школу сержантского состава Среднеазиатского пограничного округа и был направлен на заставу в Туркмению. Командир отделения боевой группы десантно-штурмовой маневренной группы 47-го Керкинского пограничного отряда Краснознамённого Среднеазиатского пограничного округа Пограничных войск КГБ СССР.
В мае 1984 года переведен командиром боевой группы в десантно-штурмовую маневренную группы 47-го Керкинского пограничного отряда, который действовал в северных районах Афганистана, обеспечивая безопасность на подступах к Государственной границе СССР.

## Военные заслуги и подвиг
Из наградного листа о присвоении звания Герой Советского Союза:
«За период его командования группой она провела 14 боевых операций, в которых было уничтожено до 100 душманов и захвачено свыше 70 единиц стрелкового вооружения. Неоднократно проявлял мужество и героизм в боях. Так, в марте 1985 года, рискуя жизнью под шквальным огнём врага прорвался к тяжело раненому офицеру и вынес его в укрытие. В августе 1985 года в одной из операций был контужен, но остался в строю и продолжал командовать группой. Под его командованием группа несколько часов в полном окружении отбивала атаки превосходящих сил врага, нанеся ему большой урон и продержавшись до прибытия подкрепления».

## Звание Герой Советского Союза
Указом Президиума Верховного Совета СССР от 6 ноября 1985 года «за мужество и героизм, проявленные при оказании интернациональной помощи Демократической Республике Афганистан, старшему сержанту Капшуку Виктору Дмитриевичу присвоено звание Героя Советского Союза с вручением ордена Ленина и медали „Золотая Звезда“ (№ 11534)».

## Дальнейшая карьера
После службы в Афганистане с августа 1986 года старшина В. Д. Капшук стал курсантом Высшего пограничного военно-политического ордена Октябрьской Революции Краснознамённого училища КГБ СССР имени К. Е. Ворошилова в городе Голицыно Московской области. Член КПСС с 1986 года. В 1986 − 1990 годах был членом ЦК ВЛКСМ. Окончил училище в 1989 году.
С 1989 года служил заместителем начальника 5-й пограничной заставы по политической части в 46-м пограничном отряде Среднеазиатского пограничного округа.
С 1990 года — командир взвода охраны КПП «Киев-аэропорт» Западного пограничного округа.
После распада СССР в 1992 году В. Д. Капшук принёс присягу на верность Украине и продолжил службу в Пограничных войсках Украины.
С 1992 года командовал строевым взводом отдела оформления пассажиров ОКПП «Борисполь», был старшим контролёром отделения пограничного контроля «Жуляны» ОКПП «Киев».
С 1993 года — начальник контрольного поста «Черкассы-авиа» в ОКПП «Киев».
С 1996 года — заместитель командира учебной роты, заместитель командира учебного батальона по воспитательной работе, офицер Управления воспитательной работы Главного командования Пограничных войск Украины.
С апреля 2000 года — в запасе. После увольнения в запас В. Д. Капшук возглавлял Киевскую областную организацию Украинского Объединения Ветеранов Афганистана (воинов-интернационалистов).
С 2006 года — снова в Государственной пограничной службе Украины. В настоящее время — заместитель начальника музея Пограничных войск Украины.
Живёт в Киеве.

## Награды
- Медаль «Золотая Звезда» (6.11.1985).
- Орден Ленина (6.11.1985).
- Медаль «За Отличие в охране государственной границы».[источник не указан 4341 день]